# Estadio (carrera)

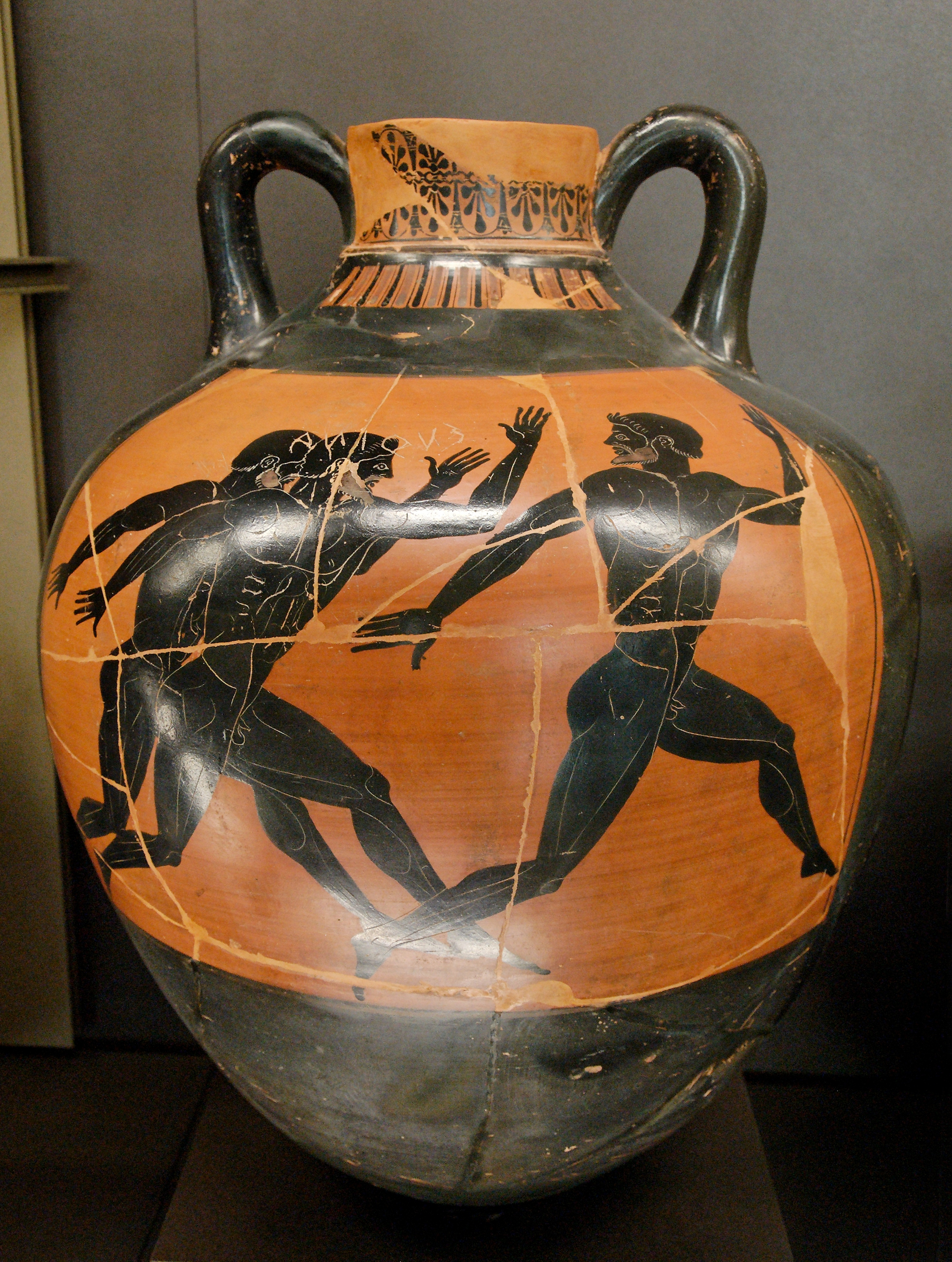
Corredores de stadion.

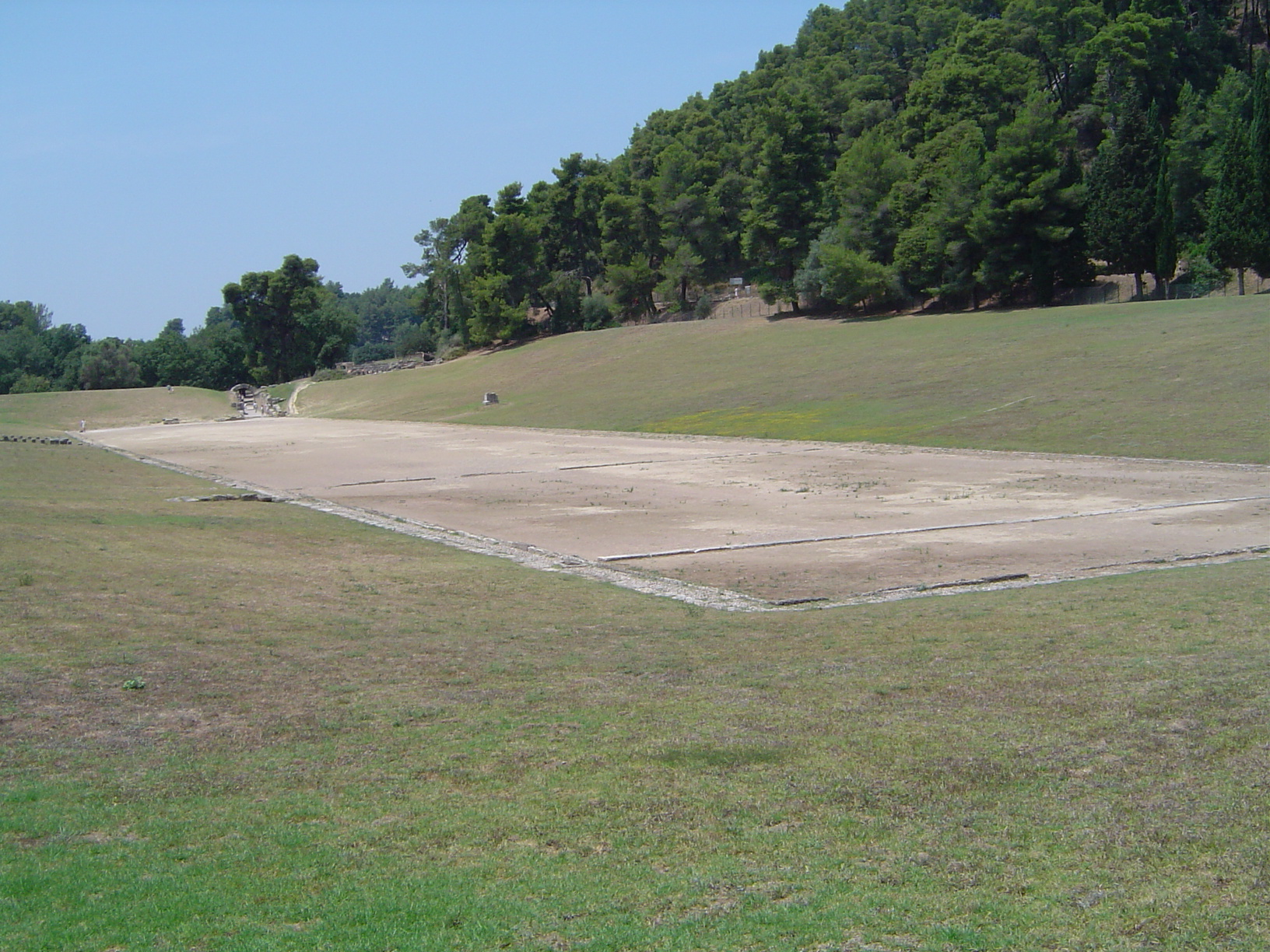
Estadio de Olimpia.

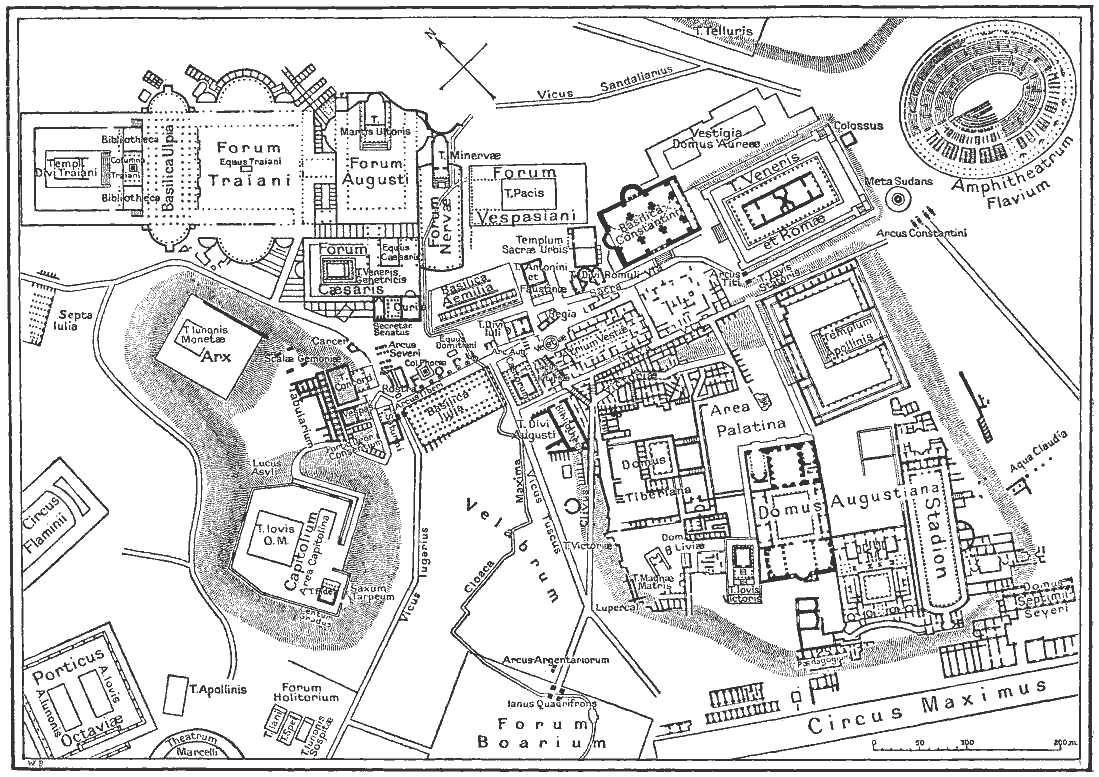
Mapa de la Roma imperial que muestra el stadion a la derecha.

El stadion o estadio (del griego στάδιον) era una antigua carrera a pie que formaba parte del programa de los antiguos Juegos Olímpicos y los demás Juegos Panhelénicos.
Tomó su nombre del edificio donde se llevaba a cabo, que también se llamaba stadion, que a su vez, pasó a ser stadium en latín y  de donde deriva estadio, en español. Fue la competición más importante del gymnikos agon (competidores desnudos). Entre los años 776 a. C. y 724 a. C., el estadio fue la única competición que tuvo lugar en los Juegos Olímpicos. Hubo otros tipos de carreras más adelante, pero el estadio fue la más prestigiosa, siendo el vencedor, a menudo, considerado como el ganador "absoluto" de los Juegos y, durante siglos, los Juegos Olímpicos tomaron el nombre del ganador de esta carrera, que debía encender, a su vez, el fuego de los juegos siguientes. Esto ha permitido a los estudiosos conocer los nombres de casi todos los ganadores de estas carreras. Como competición separada, el estadio formó también parte del antiguo pentatlón.
En los Juegos Olímpicos, el estadio (edificio) era lo suficientemente grande como para que pudiesen competir hasta veinte corredores, en una distancia de alrededor de 183 m. En puridad, según la mitología, debería medir 600 veces la longitud del pie de Hércules pero había diferentes medidas en las distintas sedes de los juegos puesto que la pista original del Estadio de Olimpia medía aproximadamente 192 m de largo por 29 m de ancho, las de Nemea y Delfos eran de 178 m y la más larga, la de Pérgamo, tenía 210 m. 
Los encargados (organizadores llamados agonothetai, ἀγωνοθέται y los jueces, denominados los helanódicas) se situaban en una tribuna, mientras los espectadores tomaban plaza en los taludes para poder seguir la acción de cerca. La carrera comenzaba a toque de trompetas para silenciar a la multitud y los heraldos anunciaban al público el nombre de los atletas y el nombre de su padre y su ciudad natal. Al comienzo de cada carrera, los funcionarios se posicionaban en la parrilla de salida para asegurarse de que no hubiera salidas en falso y uno de los jueces, daba a los corredores la orden de tomar sus posiciones: en griego πόδα παρὰ πόδα, literalmente "pie con pie", es decir, "¡A sus puestos!"). La pista era de tierra apisonada. La línea de salida denominada afesis, se señalizó a partir del siglo V mediante una piedra caliza blanca (Griego antiguo βαλβίς),  balbís) ligeramente elevada y se cavaban dos hendiduras ( separadas entre 10 a 12 cm) para sujetar las puntas de los pies.
También había jueces al final de la pista para decidir quién era el ganador y para asegurarse de que nadie les engañaba. Si las autoridades decidían que había habido un empate, la carrera volvía a comenzar. Los corredores, desnudos, comenzaban la carrera desde una posición de pie, con las piernas ligeramente flexionadas, con el torso adelantado, probablemente con sus brazos extendidos al frente, por encima del dispositivo de partida (ὕσπληγξ, hýsplex, como una cuerda), en lugar de comenzar agachados, como los corredores modernos. El juez de salida, gritaba, ἔτοιμοι ("¡Listos!"), y luego, ἅπιτε ("¡Ya!") y se bajaba la barrera. En Olimpia se corría en línea recta hacia el Templo de Zeus hasta alcanzar la línea de meta llamada Terma.
En la carrera de mujeres, en los Juegos Hereos, la distancia recorrida era reducida en cerca de un sexto.
El ganador del estadio durante los primeros Juegos Olímpicos de la Antigüedad registrados, celebrados en el año 776 a. C., fue Corebo de Élide.
La carrera dio su nombre a la unidad de longitud denominada también estadio.